# تازة أباد (بنج هزارة)
تازة أباد (بالفارسية: تازه‌آباد) هي قرية تقع في إيران في قسم بنج هزارة الريفي. يقدر عدد سكانها بـ 376 نسمة .